# Papilio ascolius
Papilio zagreus là một loài bướm thuộc họ Bướm phượng (Papilionidae). 
Loài Papilio ascolius được mô tả năm 1865 bởi C. et R. Felder. Loài bướm Papilio ascolius sinh sống ở .

## Hình ảnh

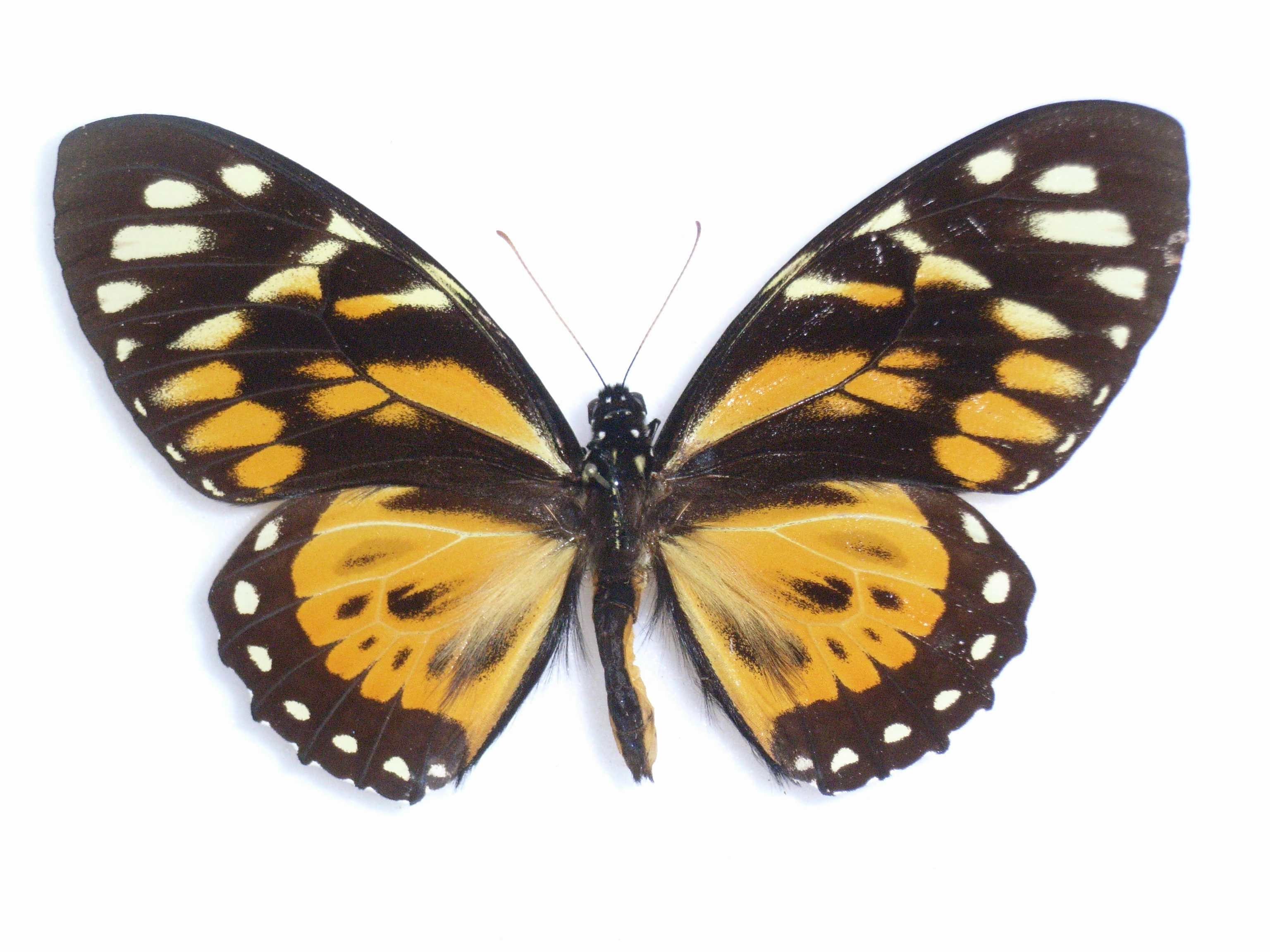
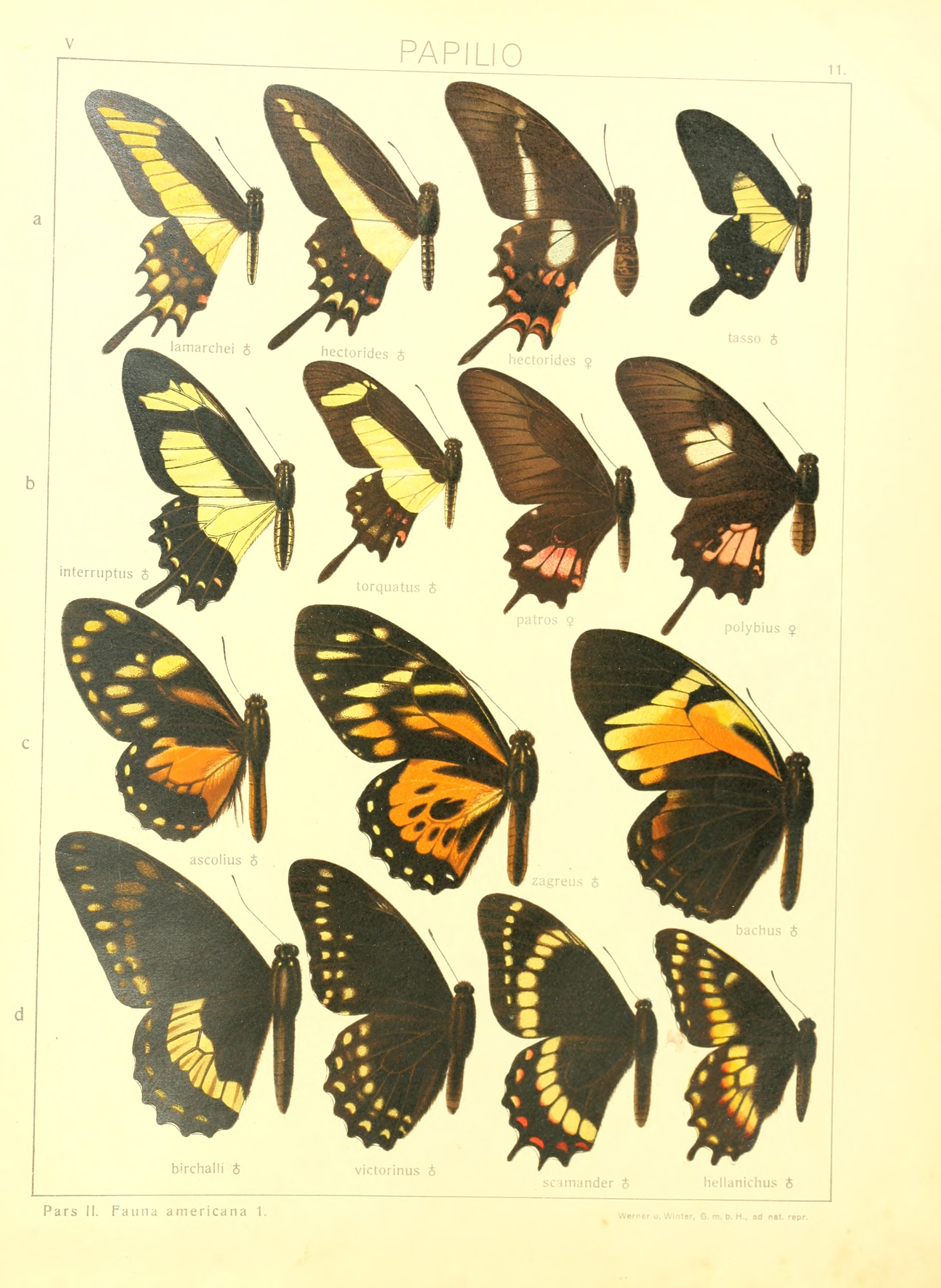